# Kalaparusha Maurice McIntyre
Kalaparusha Maurice McIntyre (24. března 1936 – 9. listopadu 2013) byl americký jazzový saxofonista. Studoval hudbu na Roosevelt University v Chicagu. V šedesátých letech založil organizaci Association for the Advancement of Creative Musicians. Své první album nazvané Humility in the Light of the Creator vydal v roce 1969 na značce Delmark Records. Během své kariéry nahrával i s dalšími hudebníky, mezi které patří Roscoe Mitchell, Muhal Richard Abrams nebo Leroy Jenkins. Zemřel na selhání srdce ve svých sedmasedmdesáti letech.